# Jugoslawiendeutsche
Jugoslawiendeutsche ist ein Sammelname für alle im früheren Jugoslawien, hauptsächlich nördlich von Save und Donau, lebenden deutschsprachigen Minderheiten. Während ihre Zahl vor dem Zweiten Weltkrieg etwa eine halbe Million betrug, bezeichnen sich heute in den Nachfolgestaaten Jugoslawiens kaum noch zehntausend Personen als Deutsche.

## Geschichte

### Ursprünge
In Jugoslawien lebten vor dem Zweiten Weltkrieg etwa 500.000 Menschen deutscher Abstammung: Im Banat, der Batschka und in Syrmien waren dies Donauschwaben, während die in Slowenien lebenden, nur wenige zehntausend zählenden „Volksdeutschen“ (Gottscheer, Zarzer sowie deutschsprachige Stadtbevölkerung besonders in der Untersteiermark) als Altösterreicher bezeichnet wurden.
Die in Slowenien ansässigen deutschen Bevölkerungsgruppen, obgleich zahlenmäßig weitaus geringer als die Donauschwaben, lebten dort teilweise bereits wesentlich länger als letztere. Die älteste Gruppe bildeten die Bewohner der Sprachinsel Zarz in Oberkrain, die um 1200 aus dem Hochpustertal gekommen waren. Sehr alt war auch die 1940 etwa 12.500 Menschen umfassende Gruppe der Gottscheer in Unterkrain, deren Vorfahren aus Kärnten und Osttirol im 14. Jahrhundert von den Ortenburgern angesiedelt worden waren. Die Donauschwaben kamen dagegen zwischen dem 17. und der zweiten Hälfte des 19. Jahrhunderts ins Land.
Je nach Herkunft, Zuwanderungszeit und Wohngebiet entwickelten sich verschiedene Gruppen mit gemeinsamer Kultur und Dialekt. Die Gruppen blieben oft unter sich, wobei es aber auch viele Ehen zwischen Deutschen und Einheimischen, insbesondere mit kroatischen Katholiken, in diesem Gebiet gab.
1931 betrug die Zahl der Deutschsprachigen in Jugoslawien rund 500.000.

### Königreich Jugoslawien
Die wirtschaftliche Lage der Donauschwaben im Jugoslawien der Zwischenkriegszeit war nur geringfügig besser als diejenige der Ungarn und Serben. Obwohl es auch viele landlose donauschwäbische Bauern gab, wurden bei der jugoslawischen Bodenreform keine Volksdeutschen berücksichtigt. Muttersprachlicher Deutschunterricht beschränkte sich weitgehend auf einzelne deutschsprachige Grundschulklassen in den ersten vier Schuljahren, doch nahmen hieran 1932 immerhin 78 % der donauschwäbischen Kinder teil – weit mehr als bei den Volksdeutschen in Slowenien. Der Mangel an deutschsprachigen Lehrern verhinderte eine bessere Versorgung mit muttersprachlichem Unterricht. Die 1922 gegründete Deutsche Partei war ab 1923 mit acht, nach 1925 und 1928 mit fünf Abgeordneten im jugoslawischen Parlament vertreten.
Die größte und wichtigste Vereinigung der Jugoslawiendeutschen war der Schwäbisch-Deutsche Kulturbund, dem Anfang der 1930er Jahre etwa zehn Prozent der Volksdeutschen angehörten. Führende Bundespersönlichkeiten waren Stefan Kraft, Johann Keks, Georg Grassl, Matthias Giljum, und Christian Ludwig Brücker. Mit dem Aufstieg des Nationalsozialismus im Deutschen Reich kam es auch bei den Donauschwaben zu Auseinandersetzungen zwischen Traditionalisten katholischer Prägung und nationalsozialistisch orientierten „Erneuerern“ (mit Vertretern wie Branimir Altgayer, Jakob Awender, Johann Wüscht oder Gustav Halwax), die von der zunehmenden Unzufriedenheit mit der wirtschaftlichen und sozialen Lage der Volksdeutschen in Jugoslawien sowie von der Unterstützung durch das nationalsozialistische Deutschland über die „Volksdeutsche Mittelstelle“ profitierten und besonders innerhalb des Kulturbundes an Einfluss gewannen. 1939 setzten sich die „Erneuerer“ unter dem späteren „Volksgruppenführer“ Sepp Janko im Kulturbund endgültig durch. Der Bund wurde zur nationalsozialistischen Massenorganisation ausgebaut, welche die gesamte Volksgruppe organisieren sollte. Janko behauptete Ende 1940, 98 Prozent der Volksdeutschen seien Mitglieder des Kulturbundes gewesen.

### Zweiter Weltkrieg
Viele der jugoslawischen Donauschwaben im wehrfähigen Alter dienten beim Überfall auf Jugoslawien in der jugoslawischen Armee und standen damit deutschen Truppen gegenüber. Andere wählten stattdessen die Flucht in die Steiermark, nach Ungarn oder Rumänien oder versteckten sich bis zum Eintreffen der deutschen Truppen.
Nach der Kapitulation der jugoslawischen Armee wechselten die deutschen Männer der Batschka zur ungarischen Armee, waren aber auch aufgerufen, sich freiwillig in die SS zu melden. Die Anwerbung der SS-Freiwilligen ging in der Batschka durch Begeisterung der Angeworbenen und der Terrorisierung der Zögernden vor sich. Während der Anwerbung, im Februar und März 1942, war die Behelligung jener, die sich zurückhielten, auf der Tagesordnung. An ihre Häuser wurde die Inschrift »Verräter« gepinselt, ihre Fenster wurden eingeschlagen und sehr oft kam es zu Handgreiflichkeiten. Abgesehen von einzelnen Vorfällen jedoch, ging die Anwerbung der SS-Freiwilligen in der Batschka unter großer Begeisterung der Volksdeutschen vor sich. So meldeten sich 90 Prozent der Batschkadeutschen im Alter von 18 bis 30 Jahren freiwillig zur Waffen-SS.
Die jüngsten Jahrgänge wurden nach Prag zur Grundausbildung gebracht und danach an die Ostfront befohlen. Die älteren Jahrgänge meldeten sich mehrheitlich zur „Hipo“ (Hilfspolizei), um den Kriegsdienst zu umgehen. 1942 wurde die 7. SS-Freiwilligen-Gebirgs-Division „Prinz Eugen“ aufgestellt. Obwohl anfänglich die Bezeichnung Freiwilligen Division eingeführt und auch weiter beibehalten wurde, deutete sich bereits in dem Werbungsaufruf vom 1. März 1942 an, dass auch in Serbien volksdeutsche Rekruten flächendeckend eingezogen werden sollten.
Alle wehrpflichtigen deutschen Männer der Vojvodina vom 17. bis zum 50. Lebensjahr wurden bald darauf unter Androhung „strengster Strafen“ eingezogen, sofern sie nicht in der Landwirtschaft unabkömmlich waren. Über das zahlenmäßige Verhältnis zwischen „echten“ Freiwilligen, regulär Einberufenen und mit Gewalt zum Dienst in der „Prinz Eugen“ gepressten Volksdeutschen lassen sich keine zuverlässigen Angaben machen. Leicht mehr als die Hälfte der „Freiwilligen“ soll aus dem Kreis Pančevo stammen. Mit der Aufstellung der „Prinz Eugen“ wurde vom „Reichsführer SS“ Heinrich Himmler erstmals die „rassische Auslese“ und das „Freiwilligkeitsprinzip“ für die Waffen-SS fallengelassen. Das Banat stellte etwa 22.000 Mann zur Waffen-SS, die Batschka ebenfalls etwa 22.000 Mann, Kroatien etwa 17.500. Zur Wehrmacht kamen weniger als 2.000 Mann.
Die „Prinz Eugen-Division“ wurde vor allem durch eine große Zahl von Kriegsverbrechen bekannt. Eine ihrer schrecklichsten Gräueltaten war Ende März 1944 das Massaker in der Umgebung von Otok.
Beim 7. Nürnberger Prozess gegen die Kriegsverbrecher wurde die Zahl ihrer Opfer mit 2.014 beziffert. Männer, Frauen und Kinder wurden regelrecht niedergemetzelt, die Dörfer geplündert.
Die Anklagebehörde in Nürnberg stellte auch fest, dass die „Freiwilligkeit“ der Volksdeutschen eine bloße Vorspiegelung, bewusste Täuschung und Irreführung gewesen sei.
Bereits ab März 1941, also noch vor Beginn des Balkanfeldzuges, lieferte das Reich Waffen in großem Umfang an die Donauschwaben. Es wurde eine „Selbstschutzorganisation“ aufgestellt, die Deutsche Mannschaft, die im Rücken des jugoslawischen Heers in den Kampf eingriff, an einigen Plätzen auch den deutschen Truppen den Weg öffnete. Zum Dienst in der Deutschen Mannschaft wurden ab September 1942 alle 17–60-Jährigen, die sich nicht im aktiven Wehrdienst befanden, zwangsverpflichtet. Nach der Kapitulation kollaborierten viele Donauschwaben in Jugoslawien mit den Besatzungsmächten Deutschland und Italien und beteiligten sich an Besatzungsaufgaben. Die jugoslawischen Beamten im Banat wurden vertrieben und durch Deutsche ersetzt. Die von den Nationalsozialisten für das Gebiet Serbiens eingesetzte Marionettenregierung Nedić erkannte die Deutsche Volksgruppe im Banat und Serbien im Juli 1941 als Person des öffentlichen Rechts an und ermöglichte ihr die Selbstverwaltung. Dadurch übte die donauschwäbische Volksgruppenleitung die Gebietsherrschaft in enger Zusammenarbeit mit der deutschen Militärverwaltung aus. Im Banat wurde eine eigene Polizeitruppe aus Donauschwaben aufgestellt, die Banater Staatswache, die im Bundesarchiv als „Grenz- und Wacheinheit der SS“ geführt wird.
Im November 1942 wurden wegen zunehmender Partisanenüberfälle auf die abgelegenen deutschen Streusiedlungen in Bosnien und im Kreis Bjelovar in Slawonien 18.300 Bosniendeutsche aus diesen Gebieten im Sammellager der Volksdeutschen Mittelstelle nach Łódź (damals Litzmannstadt) im Warthegau umgesiedelt. Nach den Plänen Himmlers, hier in der Funktion des Reichskommissars für die Festigung deutschen Volkstums, sollten sie im Rahmen der Aktion Zamość in den Distrikt Lublin umgesiedelt werden, aber auch nach Galizien und Radom (Distrikt Radom). Der Aufenthalt in Umsiedlungslagern blieb für viele jedoch eine ausgedehnte Zwischenstation. Kleine Gruppen wurden noch im Elsaß angesiedelt. Beim Vorrücken der Roten Armee auf die neuen Ansiedlungsorte 1944/45 flüchteten fast alle Bosniendeutschen in das Gebiet des „Altreiches“. Dort verstreut gingen sie in der Nachkriegszeit in dessen Bevölkerung auf.
Angesichts des Vormarsches der Roten Armee in Rumänien und Serbien wurden die Donauschwaben evakuiert. Ab 10. September 1944 begannen die Evakuierungen in Syrmien, Slawonien und Kroatien. Aus Mittelslawonien wurde die deutsche Bevölkerung zuerst nach Syrmien gebracht, von wo aus sie dann in geschlossenen Trecks durch die Branau und Südungarn zogen und Ende Oktober den Plattensee erreichten. Die Evakuierungen aus der Batschka und dem Banat begannen zu spät. Hier hatten sich die eigene Volksgruppenleitung und die deutschen Besatzungsbehörden quergestellt. Viele blieben zurück, als die deutschen Truppen den Rückzug antraten.
Die Führung der Tito-Partisanen und daraufhin die jugoslawische Geschichtsschreibung nach dem Zweiten Weltkrieg machten die gesamte deutsche Minderheit für die Kriegsverbrechen der „Prinz Eugen“ und der anderen paramilitärischen Einheiten verantwortlich. Die Beteiligung der Volksdeutschen am Krieg gegen Jugoslawien diente Titos Partisanen als Begründung für die AVNOJ-Beschlüsse vom 21. November 1944, wodurch die Donauschwaben enteignet wurden. Bereits im Oktober 1944 begannen Verhaftungen von Verwandten der in der Waffen-SS dienenden Donauschwaben. Auch Volksdeutsche in führenden Positionen wurden verhaftet, oft mit ihren Frauen. Dabei kam es zu Misshandlungen und Massenhinrichtungen.
Ende Dezember 1944 deportierten die Tito-Partisanen 27.000 bis 30.000 Donauschwaben aus dem Banat, der Batschka und der Branau in Arbeitslager zwischen Charkow und Rostow in der Sowjetunion. Dabei hielten sie Handwerker und Facharbeiter zurück, weil sie deren spezielle Fähigkeiten im eigenen Land brauchten. Schätzungsweise 16 % der Deportierten starben dort wegen mangelhafter Ernährung und schlechter ärztlicher Betreuung. Kranke Deportierte wurden 1945 noch zurück nach Jugoslawien abgeschoben und ab 1946 auf das Gebiet der späteren DDR. Nach der Auflösung der Arbeitslager wurden die Deportierten ab Oktober/November 1949 ebenfalls in die DDR gebracht.

### Widerstand gegen das NS-Regime
Andererseits gab es auch von Deutschen in Jugoslawien aktiven Widerstand und scharfe Kritik gegen den Nationalsozialismus, insbesondere von katholisch geprägten jugoslawiendeutschen Vereinigungen. So verurteilte die in Osijek (dt. Esseg) erscheinende Zeitung „Die Drau“ vom 22. April 1933 die „Machtergreifung“ im Reich aufs Schärfste. Apatin in der Batschka war eine Hochburg der donauschwäbischen Katholiken Jugoslawiens. Hier erschien seit 1935 die gegen den Nationalsozialismus ausgerichtete katholische Wochenzeitung „Die Donau“. Geistiger Anführer war der Apatiner Pfarrer Adam Berenz, der schon in den 1930er Jahren ein heftiger Gegner des Nationalsozialistischen Regimes in Deutschland war und sich in der Vojvodina gegen die Erneuererbewegung stemmte und schließlich in den Jahren der deutschen Okkupation ein bedeutender Widerstandsaktivist wurde. Carl Bethke schreibt dazu: „Außerhalb der Schweiz konnte man nirgendwo in der ‚Festung Europa‘ so viel Kritik am NS-Regime in deutscher Sprache lesen“. Die Zeitung „Die Donau“ wurde 1944 auf Betreiben des Deutschen Reiches von den ungarischen Besatzungsbehörden verboten. Laut Slobodan Maričić waren bis zu 2000 Deutsche an der Partisanenbewegung beteiligt. Dunica Labović nennt z. B. 30 deutsche Familien aus Semlin, die auf Seiten der Partisanen standen, darunter war auch der Semliner Kommunist Jakob „Jaša“ Reiter, der Tito auf seiner Flucht aus dem besetzten Belgrad das Leben gerettet haben soll.
Auch von den nach der Umsiedlung in die Untersteiermark etwa 400 in der Gottschee zurückgebliebenen Deutschsprachigen schlossen sich viele den Partisanen an.

### Enteignung und Vertreibung der deutschen Bevölkerung

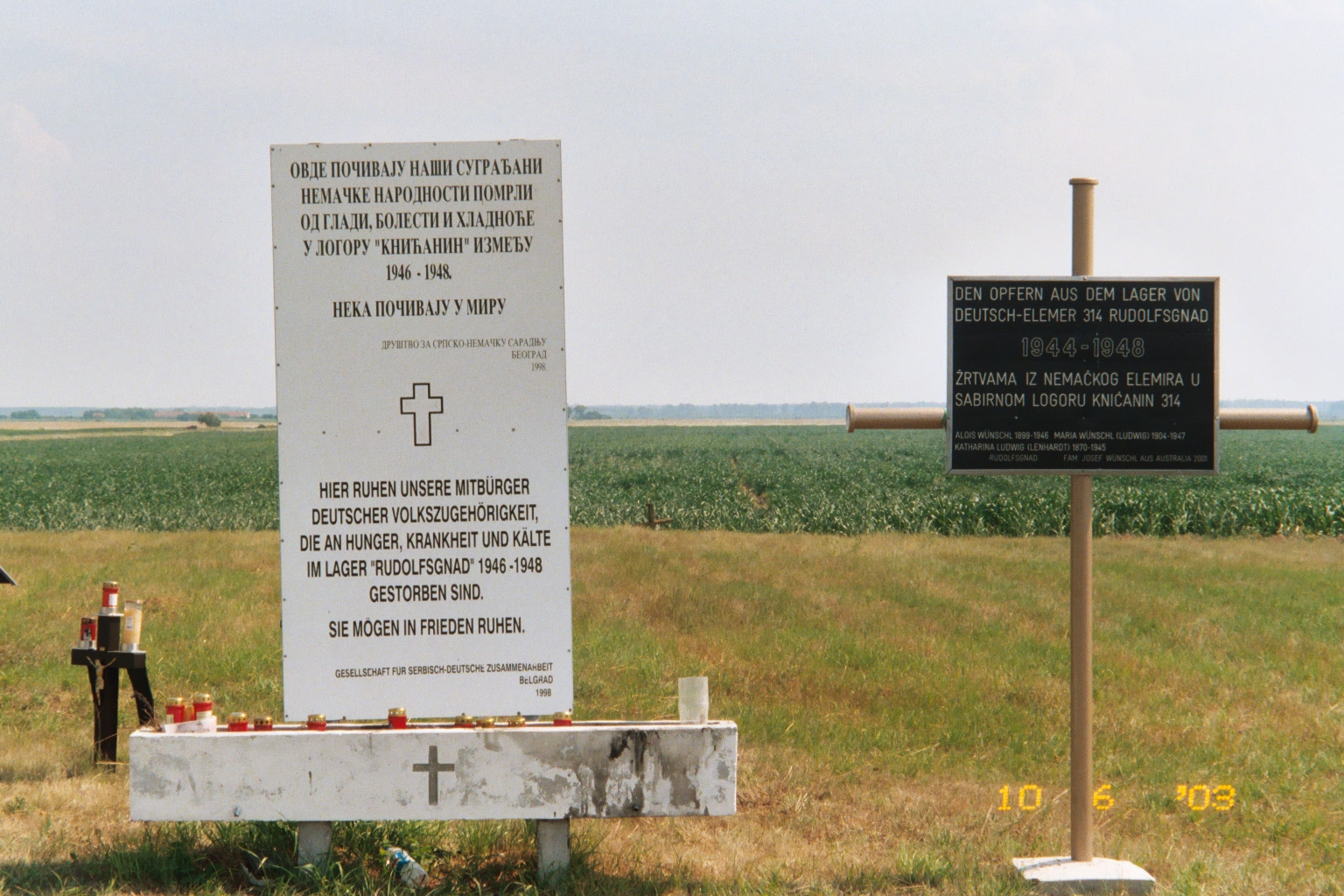
Gedenkstätte am Rande des Massengrabs des Lagers Knićanin (Rudolfsgnad), errichtet von Mitgliedern der Gesellschaft für Deutsch-Serbische Zusammenarbeit.

Der nach dem Einmarsch der Roten Armee und der nachrückenden Partisaneneinheiten in der Vojvodina verbleibende Teil der deutschsprachigen Bevölkerung war in den ersten Wochen Massenerschießungen, Verhaftungen, Misshandlungen, Plünderungen, Vergewaltigungen und Zwangsarbeit ausgeliefert. Hieran beteiligte sich auch ein Teil der Zivilbevölkerung.
Bereits vor dem Kriegsende in Europa begann man, auf Beschluss der Kommandantur der Volksbefreiungsarmee für das Banat vom 18. Oktober 1944, den Großteil der Donauschwaben in Lagern in Jugoslawien zu internieren.
Dieser Beschluss ordnete unter anderem an:
- dass es allen Deutschen verboten ist, ihre Dörfer ohne Erlaubnis zu verlassen,
- dass alle Deutschen, die ihre Häuser verlassen, unverzüglich in Lager zu internieren sind,
- dass der Gebrauch der deutschen Sprache in der Öffentlichkeit verboten ist,
- dass alle deutschen Aufschriften innerhalb von zwölf Stunden zu entfernen sind, bei Nichtbefolgung werden Deutsche erschossen.[31]

Am 29. November 1944 gab die Kommandantur für das Banat, der Batschka und der Baranja den Befehl zur Internierung aller deutschen Männer zwischen 16 und 60 Jahren. Bis Frühling 1945 waren circa 90 Prozent der jugoslawiendeutschen Bevölkerung interniert, so in Zentralarbeitslager für arbeitsfähige Männer, in Ortslager für die Bevölkerung ganzer Ortschaften und in Internierungslager für Arbeitsunfähige, Frauen, Kinder und Ältere. Die Mehrheit der mutmaßlichen (deutschen) Kriegsverbrecher war mit der auf dem Rückzug befindlichen Wehrmacht bereits aus der Vojvodina geflohen. Zurück blieben alte und kranke Männer, Frauen und Kinder. Insgesamt konnten 214 Personen unter den Donauschwaben als Kriegsverbrecher eingestuft werden. Der Bericht einer vom Präsidium des Ministerrats eingesetzten Kontrollkommission für das Banat vom 15. Mai 1945 führte aus, dass die Durchführung der „Internierung der Deutschen“ in keinem der Lager rechtmäßig gewesen und es dort zu Misshandlungen, Vergewaltigungen und zu persönlichen Bereicherungen von militärischen und zivilen Personen gekommen sei. Es kam zu Erschießungen; die ärztliche Versorgung in den Lagern war mangelhaft; Zehntausende starben an Unterernährung und Krankheiten.
Im Januar 1946 beantragte die jugoslawische Regierung bei den Westalliierten die Ausweisung der, nach jugoslawischen Angaben, 110.000 in Jugoslawien verbliebenen Jugoslawiendeutschen nach Deutschland. Dies wurde jedoch abgelehnt.
Das Vorgehen der Partisanen und der kommunistischen Führung gegen die jugoslawiendeutsche Bevölkerung war eine verbitterte Konsequenz des oft brutalen Verhaltens eines Teils der Jugoslawiendeutschen – im Besonderen die Mordaktionen, welche die SS-Division Prinz Eugen an Partisanen und Zivilisten begangen hatte, sowie die Beteiligung der in vielen deutschen Siedlungen eingesetzten Hilfspolizei und der „Deutschen Mannschaft“ in der Umgebung „volksdeutscher“ Gemeinden und ihrem Anteil an Geiselverhaftungen und an „Sühneexekutionen“ – aber auch wegen ihrer engen Kollaboration mit der Okkupationsmacht und ihrer überlegenen Position während der Besatzungszeit. Die in der Kriegs- und Bürgerkriegssituation entstandene Mitwirkung an Geiselerschießungen oder am Niederbrennen von Feldern und Dörfern hatte für die Jugoslawiendeutschen fatale Konsequenzen und war für die Partisanen ein Beweis für ihre gleichbleibend aggressive und illoyale Haltung. Den Partisanen ging es um Vergeltung an allen Gegnern des „Volksbefreiungskampfes“, der kommunistischen Spitze hingegen um die totale Macht. Die Zahl der „volksdeutschen“ Partisanen und ihrer Unterstützer war so gering und die Mitgliedschaft in der deutschen Volksgruppe so umfassend gewesen, dass nur wenige „Volksdeutsche“ von Repressionen ausgenommen wurden. Gegenüber der donauschwäbischen Bevölkerung entluden sich nach vier Jahren deutscher Besatzungsherrschaft die aufgestauten Vergeltungsbedürfnisse, wonach die „Volksdeutschen“ kollektiv als Kriegsverbrecher galten.
1948 wurden die Internierungslager aufgelöst, im gleichen Jahr konnten kleinere Gruppen überlebender Deutscher flüchten, die verbleibenden waren weiterhin rechtlos. Die Entlassung aus den Lagern geschah mit der Verpflichtung zu einem dreijährigen „Arbeitsvertrag auf freiwilliger Basis“ und der gleichzeitigen Einweisung an einem bestimmten Ort und Arbeitsplatz, die ohne schriftliche Genehmigung des Arbeitgebers weder verlassen, noch gewechselt werden durften. In der Regel handelte es sich bei den Arbeitsplätzen um Bergwerke, landwirtschaftliche Kolchosen, oder Baustellen zum Wiederaufbau zerstörter Anlagen während des Krieges. 1951 wurde den Deutschen in Jugoslawien die jugoslawische Staatsbürgerschaft (wieder) zuerkannt. Aus den AVNOJ-Beschlüssen geht nicht eindeutig hervor, ob den Deutschen die Staatsbürgerschaft je offiziell entzogen wurde. Dies hatte für die deutsche Bevölkerung zur Folge, dass nun alle jungen Männer im Alter von 18 bis etwa 21 Jahren zum zweijährigen Militärdienst eingezogen werden konnten. Erst nach Gründung der Bundesrepublik Deutschland organisierte Jugoslawien die Ausreise eines Großteils der überlebenden Donauschwaben,
deutsche Aussiedler aus Jugoslawien konnten ab 1951 relativ frei ausreisen. Schätzungen von 2011 zufolge liegt der Wert des enteigneten Vermögens deutscher Vertriebener aus Ex-Jugoslawien bei bis zu 100 Milliarden Euro.
In Jugoslawien lebten 1940 circa 550.000 Donauschwaben. Die Kriegs- und Nachkriegsverluste der deutschen Zivilbevölkerung in Jugoslawien betrugen 91.464, fast die Hälfte davon starben in Lagern. Als Soldaten auf deutscher Seite starben bis Kriegsende 29.745 Donauschwaben, 492 davon kamen in Kriegsgefangenschaft um. Die deutsche Bevölkerung Jugoslawiens betrug gemäß den Volkszählungsergebnissen 1948 noch 57.180 Personen und stieg auf 61.500 im Jahr 1953. Bis 1968 wurden 367.348 Personen aus Jugoslawien in westlichen Ländern aufgenommen, etwa 73 Prozent davon in Deutschland.
In den Jahren 1950 bis 1985 trafen weitere 87.500 Donauschwaben aus Jugoslawien als Aussiedler und im Zuge der Familienzusammenführung in Deutschland ein. Zur jugoslawiendeutschen Aussiedlung der 1960er Jahre gab es kritische Diskussionen in der Bundesrepublik Deutschland, angestoßen durch die hohe Zahl von Mischehen und die mangelnden Deutschkenntnisse vieler Aussiedler.

Flagge der deutschen Minderheit in Jugoslawien

1980 gab es noch 50.000 Deutsche in Jugoslawien, 2012 wurde ihre Zahl auf dem Territorium Ex-Jugoslawiens auf unter 10.000 geschätzt.

### Rezeption in den Nachfolgestaaten Jugoslawiens
Erst seit dem Ende der kommunistischen Herrschaft Anfang der 1990er Jahre ist auch in den Nachfolgestaaten Jugoslawiens eine differenzierte Beurteilung der Rolle der Donauschwaben möglich. So wurde bis dahin in der jugoslawischen Geschichtsschreibung nicht vom Widerstand „Volksdeutscher“ gegen den Nationalsozialismus gesprochen. Anders war eine Legitimation für die AVNOJ-Beschlüsse, von denen auch die deutschen Nazi-Gegner betroffen waren, nicht möglich. Der serbische Historiker Zoran Žiletić schrieb 1996 hierzu: „Die ruhmreiche Geschichte des Partisanenkrieges war ohne eine darin eingebaute Verteufelung der Donauschwaben nicht möglich und ist immer noch nicht möglich.“

## Geographische Aufteilung

### Serbien
Die mit etwa 3.900 Menschen zahlenmäßig stärkste deutsche Minderheit befindet sich in Serbien. Dort lebt ein Großteil der verbliebenen deutschstämmigen Bevölkerung im Norden, in der Vojvodina.
Ende 2007 gründeten in Novi Sad Vertreter der deutschen Vereine einen Nationalrat der deutschen Minderheit (Nacionalni savet nemačke nacionalne manjine). Ein solcher „Nationalrat“ ist die Grundlage für die offizielle Anerkennung als nationale Minderheit.

### Kroatien
In Kroatien bekennen sich etwa noch 3.000 Menschen als „Deutsche“ (2.902 bei der Volkszählung 2001) oder „Österreicher“ (247). Die meisten davon sind Donauschwaben (kroatisch Podunavski Švabe), deren Siedlungsgebiet sich im Randgebiet von Osijek (dt. Esseg) befindet. Die Minderheit „Deutsche und Österreicher“ wird offiziell anerkannt und besitzt deswegen zusammen mit zehn weiteren Minderheiten einen permanenten Sitz im kroatischen Parlament (Sabor). Derzeitiger Vertreter ist Veljko Kajtazi, der Gründer des Kali-Sara-Roma-Information-Zentrums. In Osijek hat die „Volksdeutsche Gemeinschaft – Landsmannschaft der Donauschwaben in Kroatien“ ihren Sitz. An einer Grundschule in Osijek gibt es seit 1995 einen Klassenzug für die deutsche Minderheit.
Frühere größere Siedlungen außerhalb der von vielen Deutschen besiedelten Region Srijem oder Srem (Syrmien, in Kroatien Gespanschaft Vukovar-Syrmien) waren:
- Darda (Darda)
- Jagodnjak (Katschfeld)
- Josipovac-Kravice (Oberjosefsdorf-Krawitz)
- Kula (Kula-Josefsfeld)
- Osijek (Esseg)
- Sarvaš (Sarwasch-Hirschfeld)
- Satnica Đakovačka (Satnitz)
- Slavonski Brod (Brod)

### Slowenien
Eine weitere deutsche Minderheit befindet sich in Slowenien, wo bei der Volkszählung 2002 1.628 Personen Deutsch als „Umgangssprache im Haushalt (in der Familie) und Muttersprache“ angaben. Es bezeichneten sich dabei aber nur 499 Personen (0,03 %) als „Deutsche“ sowie 181 (0,01 %) als „Österreicher“ (Zählungen vor den Vertreibungen: 1918: 106.000; 1931: 49.000). Sie haben ihre Wurzeln nicht im Schwabenland, sondern sind autochthone Altösterreicher der Untersteiermark. Ihr Zentrum befindet sich noch heute in Marburg an der Drau (Maribor), wo der „Kulturverein deutschsprachiger Frauen – Brücken“ seinen Sitz hat.
Dieser Verein veranstaltet auf privater Basis unter anderem deutschsprachigen Unterricht für deutschstämmige Kinder und Erwachsene, während es an Schulen keinen muttersprachlichen Deutschunterricht gibt. Viele Schüler in Maribor lernen heute Deutsch als erste Fremdsprache.
Des Weiteren gibt es einige hundert Nachkommen der Gottscheer (1940: etwa 12.500), die in Občice (Krapflern, Gemeinde Dolenjske Toplice) ein Kulturzentrum besitzen. Die Vereine in Maribor und Občice haben sich 2004 in einem „Verband der Kulturvereine der deutschsprachigen Volksgruppe in Slowenien“ zusammengeschlossen.
Slowenien gewährt im Gegensatz zu Kroatien der deutschen Volksgruppe keinen Minderheitenschutz gemäß der Kopenhagener KSZE-Konferenz von 1990, so dass die Minderheit auch keine besondere finanzielle oder anderweitige Unterstützung erhält. Erschwerend wirkt hier auch ein im August 2004 erlassenes Gesetz, welches die strikte Anwendung der slowenischen Sprache in sämtlichen Geschäftsbereichen vorsieht.
Auch im privaten Bereich stößt die Anwendung der deutschen Sprache in Slowenien mancherorts auf Ablehnung. So wurde bei der Eröffnung eines Kulturhauses in Apače (Abstall) neben der slowenischen auch die deutsche Sprache verwendet, woraufhin Kommunalvertreter der Gemeinde diese als „Staatsfeinde“ attackierten. Ähnliche Reaktionen gab es auch in Dolenjske Toplice, in dessen Gemeindegebiet das Gottscheer Kulturzentrum steht.

### Bosnien-Herzegowina
Als Bosniendeutsche wird die jüngste Siedlergruppe unter den Deutschen in Jugoslawien bezeichnet. Sie ließen sich ab 1879 in Bosnien und in der Herzegowina nieder. Frühere Orte erheblicher Siedlung waren:
- Alexandrovac (Rudolfstal)
- Dubrava (Königsfeld)
- Josipovac (Josefsburg)
- Marijin Dvor (Marienburg)
- Nova Topola (Windthorst)
- Petrovopolje (Franz-Josefsfeld, später Schönborn)
- Polje bei Derventa (Tochtersiedlung von Nova Topola)
- Prosara (Hohenberg / Hindenburg)
- Zenica (Senitza)
- Žepče (Scheptsche)
- Vranovac (Kozara)

## Bekannte Jugoslawiendeutsche
- Heinrich Knirr (1862–1944), Maler
- Georg Weifert (1850–1937), Industrieller und erster Nationalbankpräsident Jugoslawiens
- Robert Zollitsch (* 1938), Erzbischof von Freiburg und Vorsitzender der Deutschen Bischofskonferenz